# 빙과 (영화)
《빙과》(일본어: 氷菓)는 2017년 개봉한 일본의 청춘 미스터리 영화로, 요네자와 호노부의 소설 《빙과》를 원작으로 하였다. 감독은 아사토 마리이고, 야마자키 켄토가 주인공 오레키 호타로, 히로세 아리스가 여주인공 치탄다 에루 역으로 출연하였다. 2017년 11월 3일 개봉되었으며 카도카와 픽처스에 의해 배급되었다.

## 줄거리
가미야마 고등학교에 새로 입학한 오레키 호타로는 명석한 두뇌를 가졌지만 에너지를 최소한으로 쓰며 살아가자는 주의를 가진 게으른 소년이다. 누나 토모에의 강권으로 폐부 직전의 고전부에 입부한 오레키는 지역 유지의 영애 치탄다 에루와 만난다. 호기심 많은 소녀 치탄다는 일상 속 사소한 미스터리들에 대해 '신경 쓰인다'며 궁금해한다. 오레키는 그런 그녀에게 이끌려서, 그녀가 밖에서 잠긴 교실에 있던 수수께끼, 매주 같은 요일에 두꺼운 역사책을 서로 다른 학생들이 대출해가는 수수께끼 등을 해결한다. 그런 오레키를 보고 치탄다는 오레키를 따로 불러 어떤 부탁을 한다. 그것은 10년 전 사라진 숙부 세키야 준에 대한 수수께끼였다.
세키야 준은 조카 치탄다 에루에게 고전부 문집인 '빙과'의 의미를 이야기해주었고 그 이야기를 들은 어린 치탄다는 울음을 터뜨리고 말았다. 그날을 기점으로 세키야 준은 실종되었고 치탄다는 충격을 받아 숙부가 해준 말을 잊어버렸다. 치탄다는 그 말의 의미를 찾기 위해 고전부에 가입한 것이었다. 오레키는 치탄다의 궁금증을 해결해주기 위해 중학교 동창인 사토시, 마야카와 함께 수수께끼 풀이에 몰두하게 된다. 고전부실 창고에서 찾은 '빙과' 2호의 서문과 학교 역사책을 보고, 오레키는 33년 전인 1967년 학교에서 벌어졌던 학교 축제 축소에 대한 학생들의 반대 운동에서 세키야 준이 주도적인 역할을 했고, 결국 학생들의 주장이 관철되었으나 세키야 준이 본보기로 퇴학 처리되었다는 것을 추리해낸다.
그러나 '빙과' 2호 서문에 따르면, 세키야 준의 퇴학 사건은 영웅담이 아니었다. 오레키는 자신의 추리가 틀렸다는 것을 깨닫고, 서문을 쓴 고전부 출신 교사 이토이가와 선생을 찾아간다. 이토이가와 선생은 자신이 갖고 있던 '빙과' 창간호를 내밀며 세키야 준 퇴학 사건의 전말을 이야기해준다. 일반적으로 알려진 것과 달리 세키야 준은 당시 학생 운동의 주모자가 아니었으며 방관자에 가까웠다. 학생 운동은 점차 과격해졌고 그 결과 체육관에 화재 사건이 일어났다. 그때 세키야 준은 화재로 귀를 다쳤던 이토이가와 선생을 구한 인물이었다. 다치는 사람이 나오자 학교에서는 사건을 은폐시키고자 했고 세키야 준을 주동자로 몰아 퇴학시킨 것이었다. 세키야 준은 희생양이 되고 비명조차 지를 수 없었던 자신의 처지를 비관하여, 당시 창간되었던 고전부 문집에 '빙과'라는 제목을 붙였다. 오레키는 이 제목이 '빙과=아이스크림=I scream (나는 비명을 지른다)'의 암호였다고 추리해낸다. 치탄다는 그제서야 자신이 숙부에게 들었던 말을 기억해낸다.
일련의 수수께끼가 해결되고 곧 그해의 축제가 열린다. 고전부에서는 부원들이 쓴 글을 모아 '빙과'를 다시 출간한다. 오레키는 치탄다의 궁금증을 해결해주며 함께 학교 생활을 이어가게 된다.

## 출연
- 야마자키 켄토 - 오레키 호타로 역
- 히로세 아리스/우네자와 마미(아역) - 치탄다 에루 역
- 고지마 후지코 - 이바라 마야카 역
- 오카야마 아마네 - 후쿠베 사토시 역
- 혼고 카나타/마시마 히데카즈 - 세키야 준 역
- 사이토 유키 - 이토이가와 선생님 역
- 아마노 나즈키 - 코리야마 요코 역
- 칸지야 시호리 - 오레키 토모에 역 (목소리 출연)